# Scutellidium karletzi
Scutellidium karletzi is een eenoogkreeftjessoort uit de familie van de Tisbidae. De wetenschappelijke naam van de soort is voor het eerst geldig gepubliceerd in 1928 door Pesta.